# Volumetrisch rendement
Het  volumetrisch  rendement is bij pompen de verhouding tussen het werkelijk debiet en het theoretisch te verwachten debiet.
{\displaystyle \eta _{v}={\frac {Q_{w}}{Q_{th}}}}

De oorzaak van het verschil tussen beide is voor volumetrische pompen:
- lekkage aan de kleppen en dichtingen,
- vertraging in het openen en sluiten van de kleppen die bediend worden door veren.
- eventuele lucht opgelost in het te verpompen water, waardoor er minder ruimte is voor de vloeistof.
- bij zuigerpompen en plunjerpompen: lucht aanwezig in de schadelijke ruimte moet expanderen  tot de druk waarbij de zuigklep opent, waardoor nog minder tijd is om vloeistof aan te zuigen.

Bij enkelwerkende zuigerpompen is het theoretisch debiet {\displaystyle \ Q_{th}=A.s.n} waarbij: A= zuigeroppervlakte;  s = slaglengte;  n= toerental
Bij centrifugaalpompen kan er vloeistof terugstromen naar de inlaatkant via de opening tussen de waaier en het pomphuis. Er kan ook lucht naar binnen lekken via de as, waardoor er minder vloeistof verpompt wordt.